# Einpresstiefe

Einpresstiefe (in gelb)

Mit der Einpresstiefe (auch abgekürzt ET) – bei manchen Radherstellern auch IS (=Insertion) oder Offset – eines Fahrzeugrades wird der Abstand zwischen Felgenmitte (gemessen zwischen den Felgenhörnern) und der inneren Auflagefläche des Radflansches bezeichnet. Das Maß wird in Millimetern angegeben und kann sowohl positive als auch negative Werte annehmen. Weitere Maße von Rädern und Felgen werden v. a. in Zoll angegeben (z. B. Felgenbreite oder Felgendurchmesser). Die entsprechende Auflagefläche des Fahrwerkes, der Nabenflansch, kann auch die Bremstrommel oder die Bremsscheibe aufnehmen.

## Allgemeines

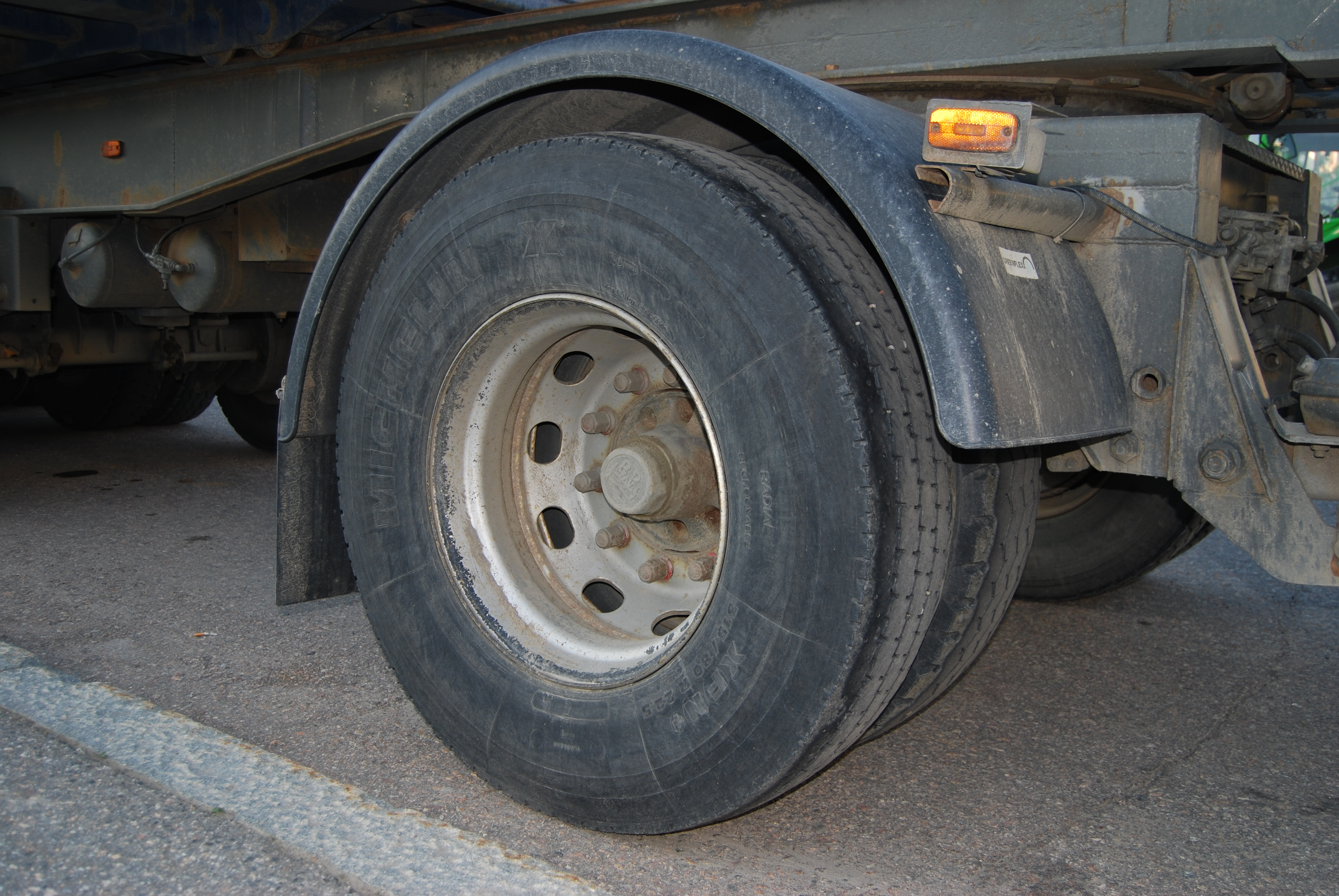
Große Einpresstiefe (innen positiv, außen negativ) an zwillingsbereiftem Lkw

Beträgt die Einpresstiefe 0, fallen die senkrechte Mittelebene und die Auflagefläche der Felge am Fahrzeug in einer Flucht zusammen. Durch Modifikation der Einpresstiefe kann die Spurweite eines Fahrzeugs verändert werden. Bei positiver Einpresstiefe ist die Auflagefläche gegenüber der Felgenmitte nach außen hin verschoben und das gesamte Rad mit Reifen "sitzt" weiter innen im Radhaus. Die größere Einpresstiefe führt somit dazu, dass sich die Spur verringert. Eine Verringerung der Einpresstiefe bei gleicher Felgenbreite führt hingegen zu einer Verschiebung des Rades nach außen und somit zu einer breiteren Spur. 
An gelenkten Achsen führt eine veränderte Einpresstiefe zu einer veränderten Lenkgeometrie, was die Verkehrssicherheit des Fahrzeuges besonders beeinflusst. Weicht die Einpresstiefe der Räder von den Vorgaben des Fahrzeugherstellers ab, ist die Verwendung der Räder laut Straßenverkehrs-Zulassungs-Ordnung (StVZO) verboten. Veränderungen der Rad- oder Achsgeometrie, wie sie zum Beispiel bei Nutzung von Rädern mit einer anderen als der zugelassenen Einpresstiefe entsteht, führen in Deutschland daher zum Erlöschen der Betriebserlaubnis.

## Ermittlung der Einpresstiefe
Bei Felgen, deren Einpresstiefe nicht bekannt ist, kann durch Messung und Berechnung die ET ermittelt werden.
Dazu wird die Felge zunächst mit der Außenseite nach unten auf eine ebene Fläche gelegt. Ein montierter Reifen kann dabei das Ergebnis verfälschen und ist daher zu demontieren.
Dann wird der Abstand der Auflagefläche des Radflansches zu den beiden Außenkanten der Felge gemessen und die Differenz der beiden gemessenen Werte gebildet. Die halbierte Differenz entspricht der Einpresstiefe. Ist der Abstand der Felgeninnenkante zur Auflagefläche der größere, dann ist die Einpresstiefe positiv, anderenfalls negativ.
Bei doppelt bereiften Fahrzeugen ist die Einpresstiefe etwas größer als die halbe Reifenbreite, so dass zwei gleiche Räder aufeinander montiert werden können. Das äußere Rad wird umgekehrt eingebaut, wodurch die Einpresstiefe negativ wird.